# Chelonoidis hoodensis
Chelonoidis hoodensis је гмизавац из реда Testudines и фамилије Testudinidae. 

## Угроженост
Ова врста је крајње угрожена и у великој опасности од изумирања.

## Распрострањење
Ареал врсте је ограничен на једну државу, Еквадор. Присутна је само на Галапагосу.

## Станиште
Станиште врсте је копно.